# Веремейки
Веремейки (бел. Вераме́йкі) — агрогородок в Чериковском районе Могилёвской области Белоруссии, центр Веремейского сельсовета. Веремейки расположены в 26 километрах на север от Черикова и в 76 километрах на восток от Могилёва. В агрогородке находится станция железной дороги Могилёв — Кричев.

## История

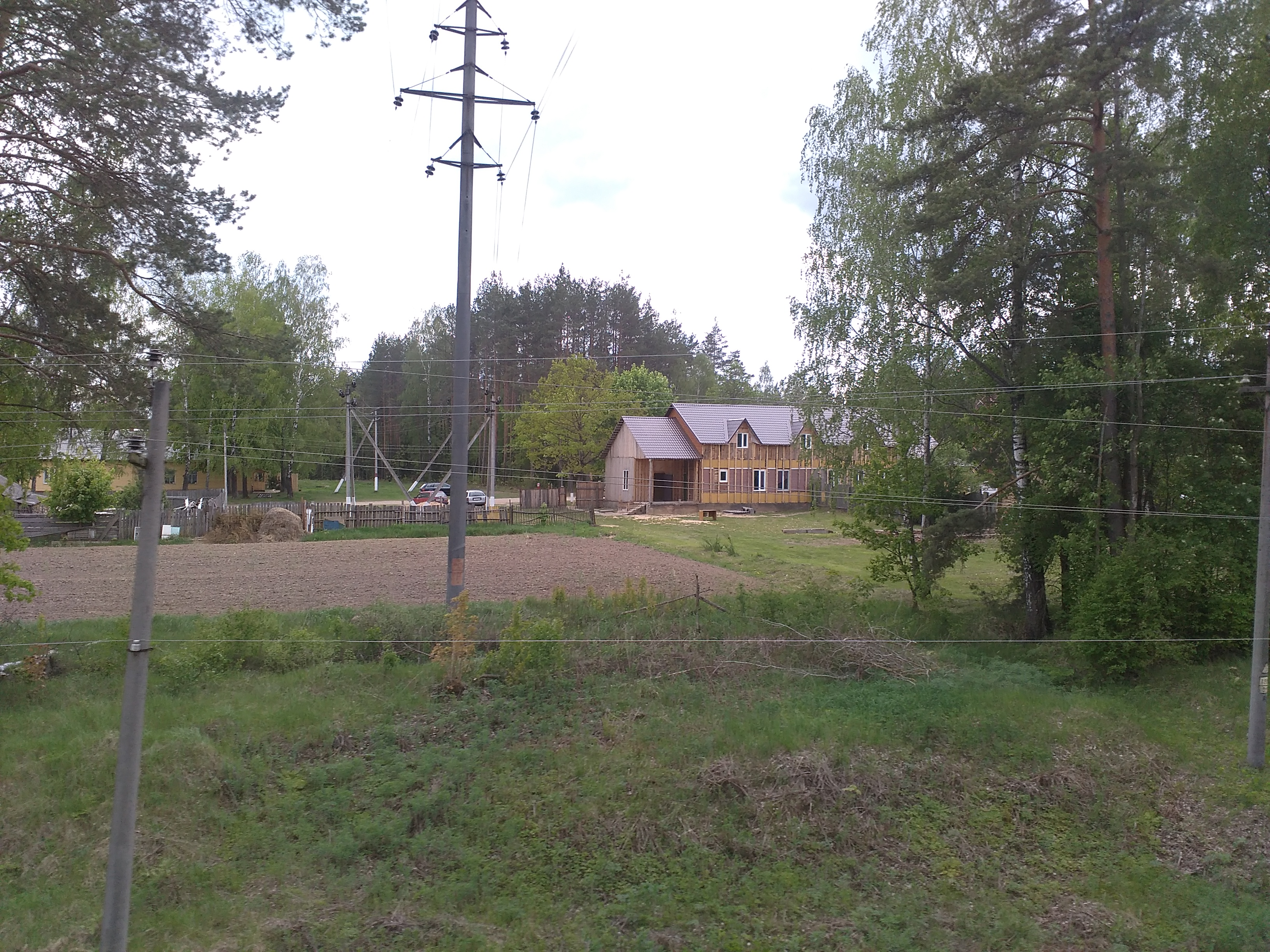
Веремейское лесничество

По письменным источникам поселение известно в Великом княжестве Литовском с 1576 года, как село Веремеевичи в Пропойской волости Речицкого повета, которое являлось государственной собственностью. В 1737 году здесь имелась церковь. После 1-го раздела Речи Посполитой (1772 год) село оказалось в составе Российской империи, в 1777 году входило в Чериковский уезд Могилевской губернии. В 1811 году здесь было 39 дворов и 94 жителя. В 1846 году село Веремеенко входило в состав имения Ректа, являлось собственность помещика. В 1858 году село находилось в составе имения Петрушино. В 1880 году здесь было 30 дворов и 183 жителя, часть сельчан занималась бондарным промыслом. В 1897 году в Белицкой волости Чериковского уезда, здесь 39 дворов и 303 жителя. Действовали деревянная церковь (открыта не позднее 1880 года), а также церковно-приходская школа. В 1909 году здесь было 59 дворов и 225 жителей.
После революции 1917 года на базе старой школы создана рабочая школа 1-й ступени, также открыта изба-читальня. С 20 августа 1924 года деревня относилась к Чериковскому району Калининского округа. В 1926 году здесь был 71 двор и 343 жителя. С 9 июня 1927 года деревня в Могилевском округе (до 26 июля 1930 года), в это время здесь начала действовать железнодорожная станция. С 1931 года в Чаусском районе. В это время в Веремейках организован колхоз «Красная звезда». Начала действовать Ударная МТС, которая обслуживала 5 сельсоветов (реорганизована 31 марта 1958 года), были открыты аптека и ясли, а 4-летняя школа была преобразована в 7-летнюю, для которой было построено новое помещение. В 1940 году здесь было 115 дворов и 415 жителей.
В Великую Отечественную войну Веремейки с июля 1941 года были оккупированы немецкими войсками. В августе 1941 года немцами был расстреляны глава сельсовета Федосеенко, секретарь парторганизации сельсовета Корнюшченко и председатель колхоза «Красная звезда» Гузнякова. Во время оккупации в селе действовала подпольная партизанская группа (руководитель Ковалёв). В 1941 году подпольщики взорвали водокачку, провели ряд диверсий на железной дороге, сожгли вражеский склад. В мае 1943 года отдельный партизанский полк «Тринадцать» разгромил фашистский гарнизон, который размещался в деревне. В сентябре 1943 года немцы сожгли 96 дворов. Веремейки были освобождены 5 октября 1943 года воинами 385-й Кричевской стрелковой дивизии 50-й армии Брянского фронта. В братской могиле, что около здания железной дороги, похоронено 96 советских воинов и партизан, которые погибли в 1941-43 годах. На фронтах и в партизанских отрядах сражались 190 сельчан, из которых 57 погибло.
С 16 сентября 1959 года Веремейки в Кричевском районе, с 25 декабря 1962 года в Чаусском, с 6 января 1965 года снова в Кричевском, а с 30 июля 1966 года в Чериковском районе. В 1953 году здесь построен радиоузел, в 1964 году деревня электрифицирована. В 1968 году к Веремейкам присоединена деревня Походовичи. В 1989 году в Верамейках было 460 дворов и 1042 жителя, ферма крупного рогатого скота, машинный двор, пилорама, установки по переработке кормов и приготовлении витаминной муки, больница, детский сад-ясли, средняя школа, отделение связи, автоматическая телефонная станция, Дом культуры со стационарной киноустановкой, музыкальная школа, библиотека, аптека, отделение банка, столовая, комплексный приёмный пункт бытового обслуживания, 3 магазина, ветеринарная лечебница.
С 2006 года Веремейки агрогородок. В 2007 году здесь построена Покровская церковь, действовала музыкальная школа, амбулатория, лесничество.
В юности в Веремейках тренировался будущий трёхкратный чемпион мира по биатлону Олег Рыженков. Ежегодно в агрогородке проходят соревнования по лыжным гонкам на его призы.

## Культура
- Дом культуры

## События и мероприятия
Ежегодно в агрогородке проходят соревнования по лыжным гонкам на призы Олега Рыженкова.

## Достопримечательность
- Братская могила советских воинов и партизан
- Братская могила советских активистов
- Покровская церковь

## Известные уроженцы и жители
Тут родился Александр Квятковский, литературовед.